# 霍恩施普伦茨
霍恩施普伦茨是德国梅克伦堡-前波莫瑞州的一个市镇。总面积22.42平方公里，总人口505人，其中男性256人，女性249人（2011年12月31日），人口密度23人/平方公里。